# J. T. Walsh
Pour les articles homonymes, voir James Walsh (homonymie) et Walsh.
J. T. Walsh est un acteur américain né le 28 septembre 1943 à San Francisco (Californie) et mort le 27 février 1998 à Lemon Grove (Californie) à la suite d'un infarctus du myocarde.

## Filmographie

### Cinéma
- 1983 : Un flic aux trousses (Eddie Macon's Run) : Man in bar
- 1985 : Hard Choices : Deputy Anderson
- 1985 : The Beniker Gang (en) : Principal Stoddard
- 1986 : Les Coulisses du pouvoir (Power) : Jerome Cade, Ohio Senatorial Candidate
- 1986 : Hannah et ses sœurs (Hannah and Her Sisters) : Ed Smythe
- 1987 : Les Filous (Tin Men) : Wing
- 1987 : Engrenages (House of Games) : The businessman
- 1987 : Good Morning, Vietnam : Sgt. Maj. Phillip 'Dick' Dickerson
- 1988 : Parrain d'un jour (Things Change) : Hotel Manager
- 1988 : Tequila Sunrise : DEA Agent Hal Maguire
- 1989 : Wired : Bob Woodward
- 1989 : The Big Picture : Allen Habel
- 1989 : Mon père (Dad) : Dr. Santana
- 1990 : Why Me? Un plan d'enfer (Why Me?) de Gene Quintano : Francis Mahoney
- 1990 : Les Fous de la pub (Crazy People) : Drucker
- 1990 : Les Arnaqueurs (The Grifters) : Cole
- 1990 : Le Seul Témoin (Narrow Margin) : Michael Tarlow
- 1990 : Misery : State Trooper Sherman Douglas
- 1990 : La Maison Russie (The Russia House) : Colonel Quinn USA
- 1991 : Backdraft : Alderman Marty Swayzak
- 1991 : Sans aucune défense (Defenseless) : Steven Seldes
- 1991 : Double Identité (True Identity) : Houston
- 1991 : Iron Maze : Jack Ruhle
- 1992 : Contact (en) : Radio Lieutenant
- 1992 : The Prom : Grover Dean
- 1992 : Red Rock West : Wayne Brown / Kevin McCord
- 1992 : Des hommes d'honneur (A Few Good Men) : Lt. Col. Matthew Andrew Markinson
- 1992 : Hoffa : Frank Fitzsimmons
- 1993 : One Little Indian : Marshall Robinson
- 1993 : Sniper : Chester Van Damme
- 1993 : Alarme fatale (Loaded Weapon 1) : Desk Clerk
- 1993 : Le Bazaar de l'épouvante (Needful Things) : Danforth 'Buster' Keeton III
- 1994 : Charlie's Ghost Story : Darryl
- 1994 : Some Folks Call It a Sling Blade (en) : Charles Bushman
- 1994 : Blue Chips : Happy
- 1994 : Le Client (The Client) : Jason McThune
- 1994 : Last Seduction (The Last Seduction) : Frank Griffith
- 1994 : Silent Fall : Sheriff Mitch Rivers
- 1994 : Miracle sur la 34e rue (Miracle on 34th Street) : Ed Collins
- 1995 : Black Day Blue Night (en) : Lt. John Quinn
- 1995 : Sacred Cargo : Father Stanislav
- 1995 : The Little Death : Ted Hannon
- 1995 : Alerte ! (Outbreak) : Chief of Staff
- 1995 : The Babysitter de Guy Ferland : Harry Tucker
- 1995 : The Low Life (en) : Mike Sr
- 1995 : Nixon d'Oliver Stone : John Ehrlichman
- 1996 : Gang in Blue (en) : Lt. William Eyler
- 1996 : Ultime Décision (Executive Decision) : Senator Mavros
- 1996 : Sling Blade : Charles Bushman
- 1996 : Persons Unknown : Cake
- 1997 : Breakdown : Warren 'Red' Barr
- 1998 : Hidden Agenda : Jonathan Zanuck
- 1998 : Négociateur (The Negotiator) : Insp. Terence Niebaum
- 1998 : Pleasantville de Gary Ross : Big Bob

### Télévision
- 1982 : Little Gloria... Happy at Last (en)
- 1985 : Le Droit de tuer : Maj. Eckworth
- 1988 : Windmills of the Gods (en) : U. S. Army Major
- 1992 : In the Shadow of a Killer : Insp. Leo Kemeny
- 1993 : Partners
- 1993 : The American Clock : Judge Bradley
- 1993 : Morning Glory : Sheriff Reese Goodloe
- 1994 : Star Struck : Greer
- 1994 : Loïs et Clark : Les Nouvelles Aventures de Superman - saison 2, épisode 6 : Colonel Charles Fane
- 1995 : X-Files (épisode La Liste) : Leo Brodeur
- 1996 : Le Crime du siècle (Crime of the Century), téléfilm de Mark Rydell : Col. Norman Schwarzkopf
- 1996-1997 : Dark Skies : L'Impossible Vérité : Capitaine Frank Bach
- 1997 : Hope : Ray Percy

## Voix françaises
| - Michel Derain dans : - Tequila Sunrise - Les Arnaqueurs - Backdraft - Des hommes d'honneur - Alerte ! - Ultime Décision - Jacques Frantz dans : - Les Filous - Nixon - Sling Blade | Et aussi - Bernard Tiphaine dans Les Coulisses du pouvoir - Dominique Paturel dans Good Morning, Vietnam - Guy Chapellier dans Les Fous de la pub - Denis Savignat dans X-Files - Edgar Givry dans Le Seul Témoin - Michel Papineschi dans Misery - Richard Darbois dans Red Rock West - Hervé Bellon dans Hoffa - Philippe Peythieu dans Le Bazaar de l'épouvante - Daniel Beretta dans Blue Chips - Sady Rebbot dans Le Client - Gabriel Cattand dans Miracle sur la 34e rue - Gérard Rinaldi dans The Babysitter - William Sabatier dans Dark Skies : L'Impossible Vérité (série télévisée) - Frédéric Cerdal dans Breakdown - Jean-François Aupied dans Négociateur - Vincent Grass dans Pleasantville |